# جيسون وير سميث
جيسون وير سميث (بالإنجليزية: Jason Weir-Smith)‏ مواليد 8 أغسطس 1975 في جوهانسبرغ، جنوب أفريقيا، هو لاعب كرة مضرب جنوب أفريقي سابق بدأ مسيرته كمحترف سنة 1997 وكان يلعب باليد اليسرى. أعلى تصنيف له في الفردي كان المركز الـ 548 في سنة 1999. أعلى تصنيف له في الزوجي كان المركز الـ 81 في سنة 2001.

## النهائيات

### الزوجي: (5)
| الرقم | السنة | الدورة                        | الأرضية | الشريك         | المنافس في النهائي        | النتيجة في النهائي |
| ----- | ----- | ----------------------------- | ------- | -------------- | ------------------------- | ------------------ |
| 1.    | 1999  | أيسناخ، ألمانيا               | ترابية  | ميتش سبرنجلمير | ديرك دير ماركوس هيلبرت    | 6–3, 6–1           |
| 2.    | 1999  | بينجامتون، الولايات المتحدة   | صلبة    | ميتش سبرنجلمير | كيفن كيم إي هيونغ تايك    | 5–7, 6–4, 6–2      |
| 3.    | 1999  | سان أنطونيو، الولايات المتحدة | صلبة    | ميتش سبرنجلمير | أندرو بينتر بايرون تالبوت | 6–3, 7–6(8–6)      |
| 4.    | 2000  | شقوبية، إسبانيا               | صلبة    | أشلي فيشر      | جوردان كير داميان روبرتس  | 7–6(7–5), 6–1      |
| 5.    | 2001  | فروتسواف، بولندا              | صلبة    | واين بلاك      | جوليان نول مايكل كولمان   | 6–3, 6–4           |

## روابط خارجية
- جيسون وير سميث على موقع رابطة محترفي التنس (الإنجليزية)
- جيسون وير سميث على موقع الاتحاد الدولي لكرة المضرب (الإنجليزية)
- جيسون وير سميث على موقع خلاصة التنس.كوم (الإنجليزية)